# Канопус в Аргусі: архіви
Канопус в Аргусі: архіви (англ. Canopus in Argos: Archives) — цикл з п'яти науково-фантастичних романів британської письменниці Доріс Лессінг. Тут представлено альтернативний (інопланетний) погляд на стан і перспективи людської цивілізації, також приділяється прискореній еволюції під керівництвом розвинених видів для менш розвинутих видів і суспільств.

## Історія написання
Романи видавалися частинами між 1979 і 1983 роками. Повним зібранням було видано у 1992 році. Коли Д.Лессінг почала писати роман «До відома: колонізована планета 5, Шикаста», вона мала на меті, щоб це була самодостатня книга, але з розвитком її вигаданого всесвіту вона виявила, що у неї є ідеї для більш ніж однієї книги, і в кінцевому підсумку написала цикл з п’яти.

## Зміст
Події розгортаються в одній часовій історії, але не утворюють безперервної сюжетної лінії. Кожна книга охоплює непов’язані події, за винятком «Шикасти» та «Сіріанських дослідів», які розповідають історію прискореної еволюції на Землі очима канопейців та сіріанців відповідно. Романи розповідають про протиборство трьох могутніх космічних імперій — Канопуса (з сузір'я Аргус), Сіріуса і Путтіори.

### До відома: колонізована планета 5, Шикаста
Це історія планети Шикаста (аналог планети Земля) з точки зору Канопуса і представлена у вигляді «прикладу для студентів першого курсу канопейського колоніального правила».

### Шлюби між зонами три, чотири та п’ять
Описує вплив невідомих вищих сил на взаємодію між низкою цивілізаційних «зон» різного ступеня розвитку, які оточують планету Земля. Зона Три є представником жіночої високорозвиненої цивілізації, спочатку поєднаної королівським шлюбом з войовничою чоловічою цивілізацією — Зоною Чотири. Роман досягає кульмінації, коли чоловіча цивілізація об’єднується з капіталістичною жіночою цивілізацією (Зоною 5) відповідно до вказівок Канопуса.
Це середньовічний роман, куртуазний наратив типу Артура про зростання в собі, про особисте вдосконалення та знищення згубних репресій. Своєрідна притча про кохання та романтику, з деякими натяками на фантастичні елементи, але жоден із них не здається певним чи навіть центральним.

### Сіріанські досліди
Розповідається  про історію планети Землі з точки зору відвідувачів із Сіріуса, яку вони називають Роханда. Остання є місцем протистоянням між Канопусом і Сіріусооом. Історія розповідається з точки зору Амбієна II, одного з п’яти однолітків, які керують Сіріусом.
Сіріанці зображені як висококероване суспільство з фашистським відтінком, яке намагається експеремнтувати з нижчими цивілізаціями, одночасно намагаючись пом’якшити застій свого правлячого класу. Земляни (сіріанці їх називають шаммат) зображені поганими та небезпечними, які прискорюють знищення власної планети.

### Формування представника для Планети 8
Розповідь розповідає про одну з колоній Канопуса, так звану Планету 8, де проживає вид, на який Джохор (герої першого роману з циклу) і канопейська дослідницька служба мають великі плани: щойно вони трохи розвинуться, їх буде перенесено на планету зі значними природними багатствами (Шикасту-Землю). Втім  зрештою від цього плану відмовляються, розвивая цивілізацію на Планеті 8.

### Сентиментальні агенти в імперії Волієн
Історія про канопейських агентів Джохора і Клораті в невеличкій імперії з 5 планет,що невдовзі повинна зазнати занепаду під тиском Сіріуса та внаслідок розколу її правлячого класу. Канопейці як можуть намгааються допомогти мешканцям планет.
Підкреслено небезпеку популістської риторики та відображено події в революційних суспільствахза аналогом комуністичної Росії. Це роман  про політику та управління, а також про застарілість імперій, побудованих без мети.

## Жанр
Розглядають в якості соціальної або м’якої наукової фантастики через зосередженість романів на характеристиках і соціально-культурних питаннях, а також відсутності акценту на науковотехнічних деталях. При цьому більшість романів сповненні гумором та сатирою. Цей цикл про життя, пріоритети, егоїзм, невігластво, жорстокість, самозначність і потребу в спільноті, згуртованості та відсутність простих відповідей на складні запитання. При цьому відчувається  вплив на особистість автора ідей суфізму.

## Вистави
Романи «Шлюби між зонами три, чотири та п’ять» і «Формування представника для Планети 8» були адаптовані для опери американським композитором  Філіпом Ґлассом.